# Aleksandr Kerzjakov
Aleksandr Anatoljevitsj Kerzjakov (Russisch: Александр Анатольевич Кержаков) (Kingisepp, 27 november 1982) is een Russisch voormalig voetballer die doorgaans als aanvaller speelde. Hij kwam van 2001 tot en met 2017 uit voor FK Zenit Sint-Petersburg, Sevilla FC, Dynamo Moskou, opnieuw FK Zenit en FC Zürich. Kerzjakov kwam van 2002 tot en met 2016 uit voor het Russisch voetbalelftal, waarvoor hij 92 interlands speelde en dertig keer scoorde.
Kerzjakov is vice-topscorer aller tijden in de Russische Premjer-Liga achter Oleg Veretennikov.

## Clubstatistieken
| Seizoen | Club                  | Competitie       | Wed. | Goals |
| ------- | --------------------- | ---------------- | ---- | ----- |
| 2001    | Zenit Sint-Petersburg | Premjer-Liga     | 28   | 6     |
| 2002    | Zenit Sint-Petersburg | Premjer-Liga     | 29   | 14    |
| 2003    | Zenit Sint-Petersburg | Premjer-Liga     | 27   | 13    |
| 2004    | Zenit Sint-Petersburg | Premjer-Liga     | 29   | 18    |
| 2005    | Zenit Sint-Petersburg | Premjer-Liga     | 25   | 7     |
| 2006    | Zenit Sint-Petersburg | Premjer-Liga     | 21   | 6     |
| 2006/07 | Sevilla FC            | Primera División | 15   | 5     |
| 2007/08 | Sevilla FC            | Primera División | 11   | 3     |
| 2008    | Dinamo Moskou         | Premjer-Liga     | 27   | 7     |
| 2009    | Dinamo Moskou         | Premjer-Liga     | 24   | 12    |
| 2010    | Zenit Sint-Petersburg | Premjer-Liga     | 28   | 13    |
| 2011/12 | Zenit Sint-Petersburg | Premjer-Liga     | 32   | 23    |
| 2012/13 | Zenit Sint-Petersburg | Premjer-Liga     | 23   | 10    |
| 2013/14 | Zenit Sint-Petersburg | Premjer-Liga     | 19   | 6     |
| 2014/15 | Zenit Sint-Petersburg | Premjer-Liga     | 14   | 3     |
| 2015/16 | Zenit Sint-Petersburg | Premjer-Liga     | 0    | 0     |
| 2015/16 | → FC Zürich           | Super League     | 17   | 5     |
| 2016/17 | Zenit Sint-Petersburg | Premjer-Liga     | 14   | 1     |

## Erelijst
| Competitie            | Aantal    | Jaren                  |           |           |
| FK Zenith             | FK Zenith | FK Zenith              | FK Zenith | FK Zenith |
| --------------------- | --------- | ---------------------- | --------- | --------- |
| Kampioen Premjer-Liga | 3x        | 2010, 2011/12, 2014/15 |           |           |
| Beker van Rusland     | 1x        | 2009/10                |           |           |
| Russische supercup    | 1x        | 2016                   |           |           |
| Sevilla               |           |                        |           |           |
| UEFA Cup              | 1x        | 2006/07                |           |           |
| Copa del Rey          | 1x        | 2006/07                |           |           |
| Supercopa de España   | 1x        | 2007                   |           |           |
| FC Zürich             |           |                        |           |           |
| Beker van Zwitserland | 1x        | 2015/16                |           |           |